# Matti Karjalainen
Matti Antero Karjalainen, född 2 april 1946 i Hankasalmi, död 30 maj 2010 i Esbo, var en finländsk akustiker och professor.

## Karriär
Matti Karjalainen studerade elektronik vid Tammerfors tekniska högskola och avlade doktorsexamen i talsyntes 1978. Han utvecklade Synte 2, den första bärbara mikroprocessorbaserade text-till-tal-syntetisatorn.
Karjalainen var chef för akustiklaboratoriet vid Helsingfors tekniska högskola från 1980 till 2006. Han utnämndes till biträdande professor 1980 och professor 1986. Hans laboratorium utgör en del av avdelningen för signalbehandling och akustik vid Aalto-universitetet.

## Priser
- Audio Engineering Society Fellow (1999)[1][2][3][4] ”for significant contribution to the areas of audio signal processing and education in audio”.
- Audio Engineering Society Silver Medal (2006)[1][2][3][4] ”in recognition of outstanding scientific contributions to the audio industry in acoustics, auralization, and digital signal processing and synthesis”.
- IEEE Fellow (2009).[1][2][3][4]

## Publikationer
- Karjalainen, M. A. & Laine, U. K. & Toivonen, R. O. (1980). Aids for the handicapped based on "Synte 2" speech synthesizer. ICASSP-80, April 9–11, 1980. https://pdfs.semanticscholar.org/c045/4b08d9f847357bebe9f0807a3a02225dda55.pdf.
- Karjalainen, Matti (1980). Design of a microprocessor-based system for speech analysis. Tammerfors tekniska högskola, Institutionen för elektronik, Finland. ISBN 951-720-490-6. https://www.worldcat.org/search?qt=wikipedia&q=isbn%3A9517204906.

## Böcker
- Karjalainen, Matti (1986). Kutsu kuulemaan julkista esitelmää, jonka Teknillisen korkeakoulun akustiikan professori Matti Antero Karjalainen pitää virkaanastujaisissaan marraskuun 11. päivänä 1986. (Inbjudan att höra en offentlig presentation av Matti Antero Karjalainen, professor i akustik vid Helsingfors tekniska universitet, den 11 november 1986), Helsingfors tekniska högskola, Finland. ISBN 951-753-928-2. https://finna.fi/Record/aalto.991711524406526.
- Karjalainen, Matti (ed.) (1987). Puheen kuulemisen mallintaminen. (Modellera ett talförhör) Helsingfors tekniska högskola, Institutionen för akustik, Finland. ISBN 951-754-154-6. https://finna.fi/Record/aalto.99336854406526.
- Karjalainen, Matti (1999). Kommunikaatioakustiikka. (Kommunikations akustik) Helsingfors tekniska högskola, Institutionen för akustik, Finland. ISBN 951-22-4412-8. https://finna.fi/Record/aaltodoc.123456789_25236.
- Karjalainen, Matti (2000). Hieman akustiikkaa. (Lite akustik) Helsingfors tekniska högskola, Institutionen för akustik, Finland. http://docplayer.fi/10133352-Hieman-akustiikkaa-matti-karjalainen-teknillinen-korkeakoulu-16-lokakuuta-2000.html.
- Pulkki, Ville & Karjalainen, Matti (2015). Communication Acoustics: An Introduction to Speech, Audio and Psychoacoustics. John Wiley & Sons, Ltd. ISBN 978-1-118-86654-2.

## Galleri
- Matti Karjalainen's CV 1.10.2009
- Matti Karjalainen's all publications 1.9.2009